# 田在勱
田在勱（1955年—），中華民國空軍中將、外交官、企業界人士、二戰軍史專家，駐外武官出身，也是首批經國號、F-16B戰機試飛官，為中華民國國軍留美將領之一，畢業於空軍官校58期、美國空軍戰爭學院，現任俞大維學會理事，曾任中原大學產學長、中原大學通識中心教授、台翔公司董事長兼總經理、國安會參事、國安局駐美特派員、空軍官校校長、空軍401聯隊長、駐美國武官等職，軍旅生涯中是首位國軍將領赴美參與「同盟作戰空中部隊指揮官」課程訓練者，曾參與安翔計畫、鷹眼計畫與鳳凰計劃，試飛過37種機型，飛行時數超過3200小時，亦主管過F16專案、熟悉後勤補給工作，並曾扮演美臺信使，角色超越傳統的駐美特派員。